# Sipyloidea amica
Sipyloidea amica är en insektsart som beskrevs av Grigory Yakovlevich Bey-Bienko 1959. Sipyloidea amica ingår i släktet Sipyloidea och familjen Diapheromeridae. Inga underarter finns listade i Catalogue of Life.